# روگندورف
روگندورف (به آلمانی: Roggendorf) یک شهر در آلمان است که در نوردوست‌مکلنبورگ واقع شده‌است. روگندورف ۱٬۱۰۳ نفر جمعیت دارد.